# Żelechów

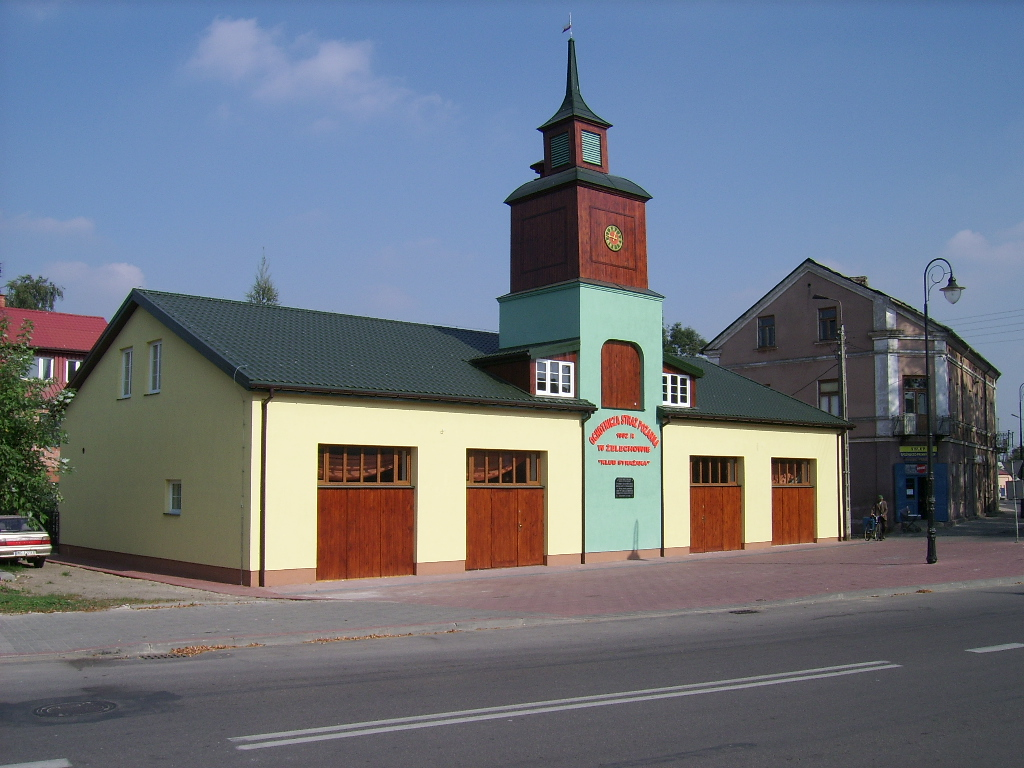
Żelechów

Żelechów (IPA: ʐɛ'lɛxuf) este un oraș în Polonia. Żelechów a primit drepturi de oraș în 1447.